# Ilka Grüning
Ilka Grüning (4 de septiembre de 1876 – 11 de noviembre de 1964) fue una intérprete teatral y cinematográfica austriaca, una más de entre los muchos actores y actrices de origen judío que se vieron forzados a abandonar Europa con la llegada de los Nazis en 1933.

## Biografía
Nacida en Viena, Austria, el primer film de Grüning, rodado a los 43 años de edad, fue una cinta alemana muda titulada Todesurteil (1919). Más adelante trabajó con Conrad Veidt en Peer Gynt, y a finales de ese año ella y Veidt actuaron en Die sich verkaufen.
Grüning siguió haciendo cine mudo en Alemania en los años 1920. Actuó en un par de películas de Veidt de la serie "Christian Wahnschaffe", Weltbrand en 1920 y Die Flucht aus dem goldenen Kerker en 1921. En 1922 hizo un pequeño papel en Lady Hamilton, film en el cual Veidt encarnaba a Horatio Nelson. Esa cinta fue una de las cuatro en las que coincidió con Hans Heinrich von Twardowski, siendo las otras el drama de F.W. Murnau El nuevo fantomas, Es leuchtet meine Liebe y Der Falsche Dimitri.
En 1923 fue Frau Gött en el film de Max Mack Das Schöne Mädel, y a finales de ese año encarnó a la esposa de Friedrich Schiller en Friedrich Schiller - Eine Dichterjugend. Posteriormente fue la madre de Rosalinde en otra película de Max Mack, Die Fledermaus (esa fue su quinta colaboración con el director alemán). En 1924 trabajó en un drama de F.W. Murnau, Die Finanzen des Großherzogs, el tercer film que rodaba con el legendario director.
Grüning actuó en 1925 en Die freudlose Gasse, cinta dirigida por Georg Wilhelm Pabst, y en la que trabajaba Greta Garbo, entonces con 20 años de edad, y Marlene Dietrich. Al siguiente año Grüning actuó en su tercer título con Pabst, Geheimnisse einer Seele, y en 1927 participó en Halloh - Caesar!, producción en cuyo guion colaboró S.Z. Sakall. A finales de ese año ella y Sakall coincidieron en Familientag im Hause Prellstein.
En 1929 Grüning actuó en su primera película sonora, Melodie des Herzens, pasando después tres años sin actuar en el cine, hasta que en 1932 recibió un papel en la película de Max Neufeld Hasenklein kann nichts dafür, la última que rodaría en Alemania.
Grüning, que había interpretado a Strindberg y a Ibsen bajo la dirección del afamado director teatral Max Reinhardt, y que había dirigido la segunda escuela de interpretación más importante de Berlín, dejó Alemania una vez que Hitler y los Nazis alcanzaron el poder. Tras llegar a los Estados Unidos, recibió ayuda de la European Film Fund para poder asentarse en el país. A causa de todo ello, Grüning pasó nueve años sin trabajar en el cine.
Con el inicio de la Segunda Guerra Mundial, y la necesidad que la industria cinematográfica tenía de actrices alemanas mayores, Grüning empezó a recibir papeles. Su primer papel en Hollywood llegó en 1941, el de la esposa de Erwin Kalser en el drama bélico de Warner Bros. Underground, con Philip Dorn, Martin Kosleck y Ludwig Stössel.
Grüning estuvo ocupada en 1942. Ella y Stössel actuaron en la cinta nominada al Oscar Kings Row, con Ronald Reagan, Ann Sheridan y Claude Rains. Después fue la esposa de Christian Rub en el thriller Dangerously They Live, con Nancy Coleman y Raymond Massey. Tras esa cinta fue la esposa de Karl Pfeiffer, personaje interpretado por Charles Winninger, en Friendly Enemies. Grüning (en el papel de la tía Sophie) y Stössel actuaron de nuevo juntos en un film de Sonja Henie, Iceland. Posteriormente actuó en Desperate Journey, junto a Ronald Reagan y Errol Flynn. También en 1942, y a los 66 años de edad, la mayor de todo el reparto, Grüning recibió el papel de Mrs. Leuchtag en Casablanca, actuando de nuevo con Ludwig Stössel, en el papel de su marido. 
En 1943 Grüning hizo un pequeño papel, el de madre de George Tobias en This Is the Army, y después actuó en The Strange Death of Adolph Hitler, con Stössel y Twardowski, y en Madame Curie, con Greer Garson y Walter Pidgeon. Grüning solo hizo una película en 1944, el drama An American Romance, protagonizado por Brian Donlevy, Ann Richards y John Qualen. No volvió a actuar hasta 1946, cuando recibió un pequeño papel en la cinta de misterio Murder in the Music Hall. Ese mismo año tuvo otras dos actuaciones, una de ellas como la mujer de Herman Bing en Rendezvous 24.
Grüning y Stössel fueron nuevamente marido y mujer en la película Temptation, protagonizada por Merle Oberon, George Brent y Paul Lukas. Al siguiente año fue la esposa de Paul E. Burns en Desperate, film en el que actuaba Raymond Burr. Después encarnó a Mattie en Repeat Performance. En 1948 actuó en Letter from an Unknown Woman, con Joan Fontaine, y en la comedia romántica de Billy Wilder A Foreign Affair, protagonizada por Marlene Dietrich. Ese mismo año hizo una pequeña actuación en el musical de Metro-Goldwyn-Mayer Words and Music.
Al siguiente año fue una abuela en Caught, film protagonizado por James Mason y Barbara Bel Geddes, y actuó por última vez con Stössel en el drama The Great Sinner, con Gregory Peck y Ava Gardner. También en 1949, trabajó en la película de Glenn Ford Mr. Soft Touch.
En 1950 le ofrecieron un buen papel, el de esposa de Edgar Bergen en la cinta de aventuras Captain China, protagonizada por John Payne y Gail Russell. Otro buen personaje llegó con Convicted film interpretado por Glenn Ford y Broderick Crawford. Al siguiente año fue la madre de Brett King en Payment on Demand, con Bette Davis. Su última interpretación en Hollywood fue con el papel de Mama Ludwig, la esposa de Griff Barnett, en el western Passage West, protagonizado por John Payne.
Al igual que otros muchos actores austriacos y alemanes, Grüning volvió a Berlín en los años 1950, pero encontró que Alemania no era el mismo país que ella conocía. Muchos antiguos nazis también habían vuelto, y a Grüning se le hizo difícil reintegrarse en la industria cinematográfica. Así, a los 76 años de edad, hizo su última actuación en el cine, un papel en una película suiza de 1952 titulada Die Venus vom Tivoli. Tras ello, Grüning volvió a los Estados Unidos.

## Fallecimiento
Ilka Grüning falleció el 11 de noviembre de 1964 en Los Ángeles, California, a los 88 años de edad. Sus restos fueron incinerados, y las cenizas depositadas en el Columbario del Cementerio Woodlawn Memorial de Santa Mónica, California. 

## Filmografía

### Década de 1910
| - 1919 : Todesurteil - 1919 : Peer Gynt - 1919 : Peer Gynt, 2ª parte: Peer Gynts Wanderjahre und Tod | - 1919 : Pogrom - 1919 : Die Prostitution, 2. Teil - Die sich verkaufen - 1919 : Rose Bernd |

### Década de 1920
| - 1920 : Die Bestie im Menschen - 1920 : Menschen - 1920 : Monika Vogelsang - 1920 : Maria Magdalene - 1920 : Eine Demimonde-Heirat - 1920 : Das Grauen - 1920 : Können Gedanken töten? - 1920 : Der Gefangene - 1920 : Figaros Hochzeit - 1920 : Die Erlebnisse der berühmten Tänzerin Fanny Elßler - 1920 : Der Abenteurer von Paris - 1920 : Katharina die Große - 1920 : Weltbrand - 1921 : Lotte Lore - 1921 : Die Geheimnisse von Berlin, 3. Teil - Berlin-Moabit. Hinter Gitterfenstern - 1921 : Hannerl und ihre Liebhaber - 1921 : Die Verschwörung zu Genua - 1921 : Die Diktatur der Liebe, 2. Teil - Die Welt ohne Liebe - 1921 : Christian Wahnschaffe, 2. Teil - Die Flucht aus dem goldenen Kerker - 1921 : Aus den Tiefen der Großstadt - 1921 : Die große und die kleine Welt - 1921 : Um den Sohn - 1921 : Die Fremde aus der Elstergasse - 1921 : Die Erbin von Tordis - 1921 : Seefahrt ist Not! - 1921 : Der Leidensweg eines Achtzehnjährigen - 1921 : Aus den Memoiren einer Filmschauspielerin - 1921 : Der Roman der Christine von Herre - 1921 : Lady Hamilton - 1921 : Der Schicksalstag - 1921 : Das zweite Leben - 1921 : Die Schuldige - 1922 : Der große Wurf - 1922 : Tiefland - 1922 : Zwei Welten - 1922 : Die Kreutzersonate - 1922 : Wem nie durch Liebe Leid geschah! | - 1922 : Die Dame und der Landstreicher - 1922 : Die siebtente Nacht - 1922 : Jenseits des Stromes - 1922 : Luise Millerin - 1922 : Jugend - 1922 : Macht der Versuchung - 1922 : El nuevo fantomas, de Friedrich Wilhelm Murnau - 1922 : Es leuchtet meine Liebe - 1922 : Bigamie - 1922 : Der falsche Dimitri - 1923 : Freund Ripp - 1923 : Das schöne Mädel - 1923 : Nora - 1923 : Der Schatz, de Georg Wilhelm Pabst - 1923 : Friedrich Schiller - Eine Dichterjugend - 1923 : Das Weib auf dem Panther - 1923 : Der rote Reiter - 1923 : Die Fledermaus - 1923 : Die Austreibung - 1923 : Daisy. Das Abenteuer einer Lady - 1924 : Die Finanzen des Großherzogs - 1924 : Mater dolorosa - 1924 : Kaddisch - 1924 : Soll und Haben - 1924 : Die Liebesbriefe einer Verlassenen - 1924 : Gehetzte Menschen - 1925 : Bajo la máscara del placer, de Georg Wilhelm Pabst - 1925 : Des Lebens Würfelspiel - 1925 : Elegantes Pack - 1926 : Geheimnisse einer Seele, de Georg Wilhelm Pabst - 1927 : Halloh - Caesar! - 1927 : Dr. Bessels Verwandlung - 1927 : Familientag im Hause Prellstein - 1928 : Herbstzeit am Rhein - 1928 : Dyckerpotts Erben - 1929 : Der rote Kreis - 1929 : Zwischen vierzehn und siebzehn - Sexualnot der Jugend - 1929 : Melodie des Herzens, de Hanns Schwarz |

### Década de 1930
- 1932 : Hasenklein kann nichts dafür

### Década de 1940
| - 1941 : Underground, de Vincent Sherman - 1941 : Dangerously They Live - 1942 : Kings Row, de Sam Wood - 1942 : Friendly Enemies - 1942 : Iceland - 1942 : Desperate Journey, de Raoul Walsh - 1942 : Casablanca, de Michael Curtiz - 1943 : This Is the Army, de Michael Curtiz - 1943 : The Strange Death of Adolf Hitler - 1943 : There's Something About a Soldier - 1943 : Madame Curie, de Mervyn LeRoy - 1944 : An American Romance | - 1946 : Murder in the Music Hall - 1946 : Rendezvous 24 - 1946 : Temptation - 1947 : Desperate, de Anthony Mann - 1947 : Repeat Performance - 1948 : Letter from an Unknown Woman, de Max Ophüls - 1948 : Raw Deal, de Anthony Mann - 1948 : Berlín Occidente, de Billy Wilder - 1948 : Words and Music, de Norman Taurog - 1949 : Caught, de Max Ophüls - 1949 : The Great Sinner, de Robert Siodmak - 1949 : Mr. Soft Touch |

### Década de 1950
| - 1950 : Captain China - 1950 : Convicted - 1951 : Payment on Demand, de Curtis Bernhardt | - 1951 : Passage West, de Lewis R. Foster - 1953 : Die Venus von Tivoli |